# Hadassah Emmerich

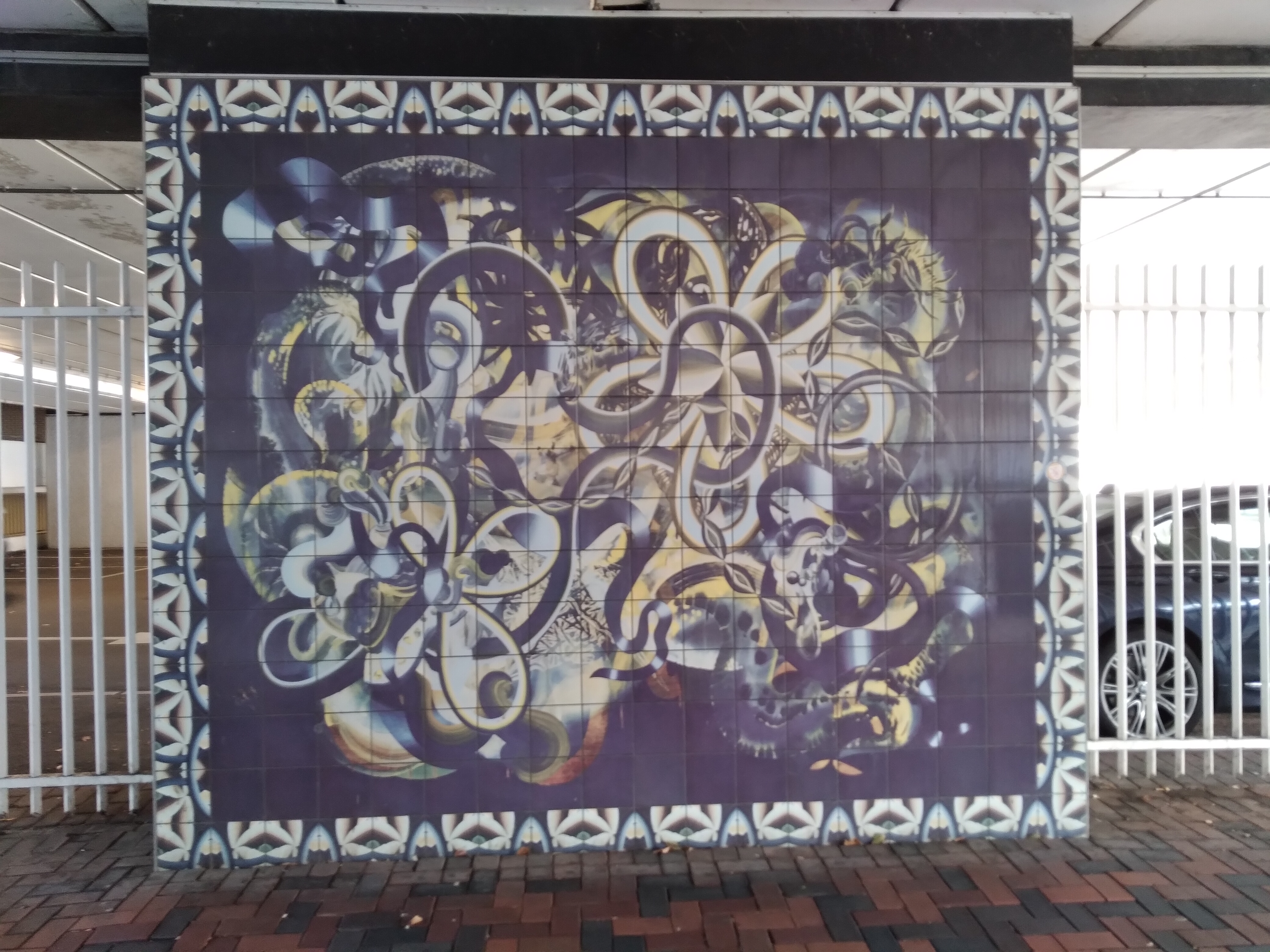
Middenpaneel van There's a light that never goes out in Amsterdam-Zuidoost (oktober 2020)

Hadassah Damaris Emmerich, ofwel Hadassah Emmerich, (Heerlen, 27 september 1974) is een Nederlands schilder, installatiekunstenaar, tekenaar en grafisch kunstenaar. Ze is vooral bekend om haar grote muurschilderingen met kleurrijke, organische motieven.

## Leven en werk
Van 1993 tot 1997 studeerde Emmerich aan de Academie Beeldende Kunsten Maastricht, waar ze even met installatie en korte films experimenteerde. Daarna vervolgde ze haar opleiding aan het Nationaal Hoger Instituut voor Schone Kunsten in Antwerpen, waar ze zich meer op tekenen en schilderen richtte. Van 2003 tot 2005 volgde ze een masteropleiding aan Goldsmiths College in Londen. Naast Maastricht, Antwerpen en Londen was ze ook actief in Berlijn, waar ze in 2012 een residency had in Künstlerhaus Bethanien. Vanaf 2015 werkt en woont ze in Brussel.
Emmerich is vooral bekend om haar monumentale muurschilderingen met kleurrijke plant- en bloemmotieven, groeivormen, geanonimiseerde portretten, (vrouwen)lichamen en (delen van) tekst. Naast muurschilderingen maakt ze ook werken op papier, kamervullende installaties en collages op de computer. Ze werkt met acrylverf en tempera, afwisselend dekkend en transparant opgebracht. In 2006 voltooide ze een 300 m² grote muurschildering voor de Nederlandse ambassade in Jakarta. Als haar inspiratoren worden o.a. Frida Kahlo, Shahzia Sikander, Wangechi Mutu en Jean-Jacques Rousseau genoemd. Emmerich is van gemixte Indonesische, Nederlandse en Chinese afkomst en haar naam stamt van een Duitse voorvader. Haar werk wordt door sommigen dan ook als een zoektocht naar haar eigen herkomst getypeerd. Haar werk is aanwezig in o.a. de collecties van het Bonnefantenmuseum in Maastricht, Museum Het Domein in Sittard, Museum De Paviljoens in Almere en het Stedelijk Museum Schiedam.
Op de brugpijlers van de Anton de Kombrug in Amsterdam-Zuidoost werden van haar drie tegeltableaus geplaatst onder de titel There's a light that never goes out (2009). 

## Tentoonstellingen (selectie)
- 2014 CORPOREAL, Schunck, Heerlen
- 2010, Ornament und Verbrechen (Ornament and Crime), Palais Aktuelle Kunst, Glückstadt
- 2010, Exopolis, Erasmus Huis, Jakarta
- 2008, Casino Exotique, Künstlerhaus Bethanien, Berlijn
- 2006, Mixed Blood Banana Shake, Museum Het Domein, Sittard
- 2005, With Love From Batik Babe, GEM, Den Haag